# Donald Tovey
Donald Francis Tovey (Eton, Berkshire, 17 de julio de 1875 – Edimburgo, Escocia, 10 de julio de 1940) fue un compositor, pianista y musicólogo británico. Sus obras más conocidas son sus Essays in Musical Analysis (Ensayos de análisis musical), así como sus ediciones de obras de Bach y Beethoven, aunque desde la década de 1990 sus composiciones (relativamente pequeñas en número pero sustanciosas en contenido musical) se han venido grabando e interpretando cada vez con mayor frecuencia. La mayoría de las grabaciones han sido bien recibidas por la crítica.

## Vida
Realizó sus estudios literarios en el Balliol College de Oxford. Su formación musical corrió a cargo de maestros diversos, dándose a conocer como pianista en 1894, en un concierto que dio en Windsor junto al violinista Joseph Joachim. Después recorrió las principales ciudades de Inglaterra, siendo bien recibido en Berlín y Viena y más tarde en Barcelona, hasta conquistar la reputación de un concertista de primera orden. El 1917 se hizo cargo de la dirección de la Reid Orchestra, inaugurando, además, una clase de música en la Universidad de Edimburgo. El 1935 se le concedió el título honorífico de Sir. 

## Obra musical

### Música de cámara
- Bagatelles, para piano solo
- Allegro y Andante, para piano solo
- Variaciones sobre un tema original, para piano solo
- Passacaglia, para piano solo
- Balliol Dances, para dos pianos
- Sonata eroica para violín solo, Op. 29
- Sonata para violonchelo solo, Op. 30
- Sonata para violín y piano
- Sonata para violonchelo y piano en fa mayor, Op. 4. Escrita expresamente para Pau Casals.
- Variaciones elegíacas para violonchelo y piano, Op. 25. Escrita en homenaje a Robert Hausmann.
- Trío con piano en si menor, Op. 1
- Trío con piano en re mayor, Op. 27
- Trío con piano en do menor, Op. 8 "Style tragique"
- Cuarteto con piano en mi menor, Op. 12
- Quinteto con piano en do mayor, Op. 6
- Aria y Variaciones para cuarteto de cuerda, Op. 11
- Cuarteto de cuerda en sol mayor, Op. 23
- Cuarteto de cuerda en re mayor, Op. 24
- Trío para clarinete, trompa y piano, Op. 8
- Trío para violín, corno inglés y piano, Op. 14
- Sonata para clarinete en si bemol mayor, Op. 16
- Variaciones sobre un tema de Gluck para flauta y cuarteto de cuerda, Op. 28
- Divertimento para oboe y piano
- Sonata para dos violonchelos

### Música orquestal
- Sinfonía en re mayor, Op. 32
- Concierto para piano en la mayor, Op. 15 (1903)
- Concierto para violonchelo en do mayor, Op. 40
- Air para orquesta de cuerda
- Marcha nacional para el Sultán de Zanzíbar para orquesta

### Ópera
- The Bride of Dionysus, estrenada en Edimburgo el abril de 1929.[4]

### Música coral
- 25 Rounds, Op. 5
- Anthems, para coro sin acompañamiento
- Agnus Dei
- A Lyke Wake Dirge
- The Mad Maid's Song (en tres partes, texto de Robert Herrick, 1920)
- On May Morning
- The Lord is my Shepherd

### Canciones
- The Bad Child's Book of Beasts (letras de Hilaire Belloc, c. 1899)
- Seis canciones para una voz grave. Set 1, Op. 2 (c. 1905)
- Seis canciones para una voz grave. Set 2, Op. 3 (c. 1905)
- There be none of Beauty's Daughters (1926)
- My True Love Hath my Heart (1937)

## Obra musicológica
Publicó numerosos artículos técnicos y biográficos en las ediciones 11 y 12 de la Enciclopedia Británica. Entre ellos:
- Bach's Kunst der Fuge, fines hed by D. F. Tovey,
- A Companion to Bach's Arte of Fugue,
- A Companion to Beethoven's Pianoforte Sonatas, publicadas por Royal College y la Real Academy of Music.